# فران (أين)
فران (بالفرنسية: Frans)‏ هي بلدية فرنسية تقع في إقليم الأين في فرنسا. رمز إنسي لها هو:1166. أما الرمز البريدي لها فهو: 1480.